# Alternativa 3
Alternativa 3 es un falso documental transmitido en el Reino Unido una única vez en 1977, con un estilo similar al de la producción de radio La guerra de los mundos de Orson Welles. El programa aparenta ser una investigación periodística acerca de extrañas desapariciones de científicos británicos y que casualmente termina descubriendo un plan para construir bases secretas en el espacio con la finalidad de escapar de una inminente catástrofe climática en la Tierra.
La idea original de la producción era transmitir el programa el "Día de las bromas de abril" de 1977, pero por razones comerciales la transmisión fue postergada hasta el 20 de junio, aunque los créditos finales señalan el primero de abril como fecha del documental. Los créditos finales también incluyen los nombres de los actores y una entrevista a un falso astronauta estadounidense.
En España el documental fue emitido seis años después, el 13 de febrero de 1983, en el programa La puerta del misterio, presentado por Fernando Jiménez del Oso. En la introducción de dicho programa, el documental fue presentado como posiblemente auténtico, provocando tras su emisión una gran controversia acerca de su autenticidad.

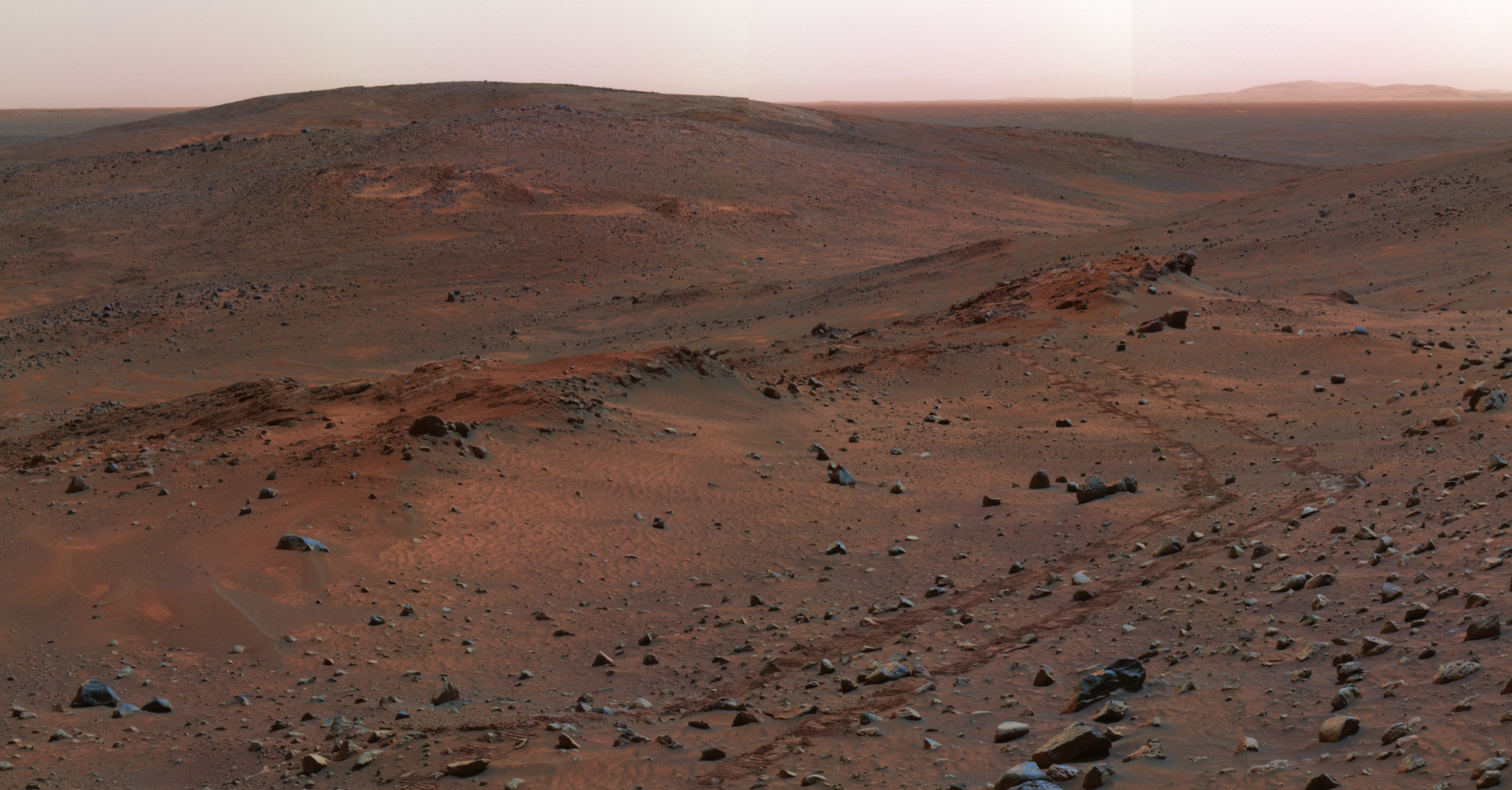
Vista de la superficie de Marte

## Visión general
A fines de los setenta el canal de televisión británico Anglia Television transmitió una serie de reportajes científicos con el nombre de Science Report. El episodio final de la serie debía transmitirse el primero de abril de 1977 pero, como el canal decidió descontinuar el programa, el equipo de producción decidió realizar un documental simulado como broma para la transmisión del "Día de las bromas de abril" . El documental fue escrito por Chris Miles y David Ambrose conservando el formato y el presentador original de la serie. La música del episodio fue creada por Brian Eno, quien incluyó un fragmento en el álbum de 1978 Music for Films.
El episodio comienza indagando acerca de una supuesta "fuga de cerebros": una serie de misteriosas desapariciones y muertes de científicos, ingenieros, astrónomos y otros expertos. Entre estas muertes estaba la del "Profesor Ballantine" del observatorio Jodrell Bank. Antes de su muerte, Ballantine había enviado una cinta de video a un colega pero al verla en un equipo de video común la cinta parecía estar vacía. Según la investigación presentada en el episodio, las desapariciones estarían relacionadas con un plan secreto conjunto de Estados Unidos y la Unión Soviética para colonizar el planeta Marte, sugiriendo que los viajes interplanetarios habían sido posibles desde mucho antes de lo que se suponía. El documental presentaba una entrevista al astronauta del Proyecto Apollo "Bob Grodin" (interpretado por Shane Rimmer) quien afirmaba haberse tropezado con una misteriosa base espacial durante su caminata lunar. Grodin aseguraba también que los científicos habían determinado que la superficie de la Tierra no sería capaz de sostener la vida humana durante mucho tiempo, debido a que la contaminación llevaba a un cambio climático de consecuencias desastrosas por culpa del Efecto de Invernadero. El científico "Doctor Carl Gerstein" (interpretado por Richard Marner afirmaba en el documental que había una propuesta de 1957 con tres alternativas al problema. La primera alternativa era una drástica reducción de la población humana en la Tierra. La segunda alternativa era la construcción de enormes refugios subterráneos para albergar a los oficiales de gobierno y a un grupo representativo de la población civil hasta que el clima se estabilizara (una reminiscencia a la película Dr. Strangelove), y la tercera alternativa, llamada la "Alternativa 3", era poblar el planeta Marte con el apoyo de una base en la Luna.
El documental terminaba cuando los reporteros descubrían que para poder ver la cinta de video de Ballantine se requería un dispositivo especial de decodificación. Después de conseguir el dispositivo, el documental presenta el contenido del video que muestra un aterrizaje sobre la superficie de Marte en 1962. Pero, mientras se escucha la voz de rusos y estadounidenses celebrando su logro, "algo" comienza a moverse bajo al suelo marciano.
En una entrevista de 1989 el actor Richard Marner, quien interpretó al Dr. Carl Gerstein, señaló que no ensayó sus líneas para que la actuación fuese lo más natural posible.

## Respuesta de los medios
Minutos después de que terminara la transmisión original del programa en el Reino Unido, los teléfonos del canal Anglia Television se colapsaron debido a las llamadas del público requiriendo más información. La emisora le señaló a quienes pudieron contactarse que el programa había sido una broma.
La publicación de The Times señaló el 21 de junio que "las compañías de televisión privadas recibieron cientos de llamadas de protesta después del programa de Anglia Television Alternativa 3, el cual presentó hechos alarmantes acerca de cambios en la atmósfera terrestre. Se trata de una broma, planeada originalmente para el primero de abril". La publicación también destacaba que los personajes que aparecían en el programa fueron interpretados por actores bastantes conocidos.
Nick Austin, quien era el director editorial de Sphere Books cuando publicó una adaptación de la historia escrita por Leslie Watkins, señaló que la broma fue lo mejor en su tipo desde la transmisión del programa de radio de Orson Welles basado en la novela La guerra de los mundos. Austin señaló que se sintió al mismo tiempo encantado y perturbado por la controversia ocasionada por Alternativa 3 y agregó que las razones por las cuales una broma inteligente, abiertamente aceptada como tal por sus creadores, siga ejerciendo tal fascinación en generaciones posteriores a la de la transmisión del documental estaba más allá de su capacidad de análisis.
Un artículo de Loy Lawhon señala que "todos los involucrados en el documental Alternativa 3 admiten que fue ficción".
Una fuente no identificada reportó que los productores de Alternativa 3 "afirmaron que todo había sido una broma".
Un estudio de 2003 acerca de la subcultura de las teorías de conspiración denominado Culture of Conspiracy: Apocalyptic Visions in Contemporary America, del autor Michael Barkun, dedica varias páginas a Alternativa 3. Barkun señala que Alternativa 3 fue claramente una broma, y no sólo porque había sido planeado para ser transmitido el "Día de las bromas de abril" sino que, aunque las entrevistas a los supuestos científicos, astronautas y otros fueron preparadas para parecer espontáneas, los créditos finales del episodio señalan claramente los nombres de los actores que interpretaron los papeles de cada entrevistado. Los productores usaron un estilo documental con la finalidad de hacer que la broma fuese convincente.
En España se emitió el 6 de febrero de 1983 en el programa de La 2 de Televisión española La puerta del misterio que presentaba Fernando Jiménez del Oso, dando credibilidad a su contenido, con la consiguiente polémica.

## Libros
En 1978, Leslie Watkins publicó un libro de ciencia ficción basado en el guion del episodio titulado Alternativa 3. Watkins, quien previamente había escrito otras novelas de suspenso, describe detalladamente los hechos del programa pero, sin embargo, reemplaza varios personajes ficticios por personajes reales, por ejemplo las citas del astronauta "Bob Grodin" son atribuidas a los astronautas estadounidenses Buzz Aldrin y Edgar Mitchell.
En su libro Casebook on Alternative 3: Ufo's, Secret Societies and World Control, el autor Jim Keith afirma que algunos elementos de la transmisión de 1977 eran verdaderos.
La novela Alternative 3 (HarperCollins, ISBN 0-7322-7703-5), de Ken Mitchell, usa los argumentos de Alternativa 3 como escenario de una historia de suspenso.  Archivado el 11 de diciembre de 2014 en Wayback Machine.
El 20 de junio de 2010, el trigésimo tercer aniversario de la transmisión original de Anglia Television, fue lanzado un eBook con el texto original de Alternativa 3. 

## DVD
El episodio fue lanzado en DVD en octubre de 2007. La producción incluye 30 minutos adicionales con el presentador Tim Brinton y los escritores David Ambrose y Christopher Miles (quien también dirigió Alternativa 3). El DVD incluye además una galería de imágenes y artículos de prensa.

## Influencia
Bakun destaca que Alternativa 3 y la publicación intermitente del libro de Watkins "se presta por sí mismo para interpretaciones conspiracionales", y aunque el programa no menciona el fenómeno OVNI ni los extraterrestres, muchos elementos de los planes mencionados en Alternativa 3 han sido posteriormente incorporados en teorías de conspiración de ese tipo. Bakun señala además que Alternativa 3 tiene un rol importante en el desarrollo de teorías de conspiración, especialmente en una variante posterior relacionada con los ovnis y en los extraterrestres. Milton William Cooper, por ejemplo, presenta historias similares en algunos de sus libros.
Un episodio del radioteatro Dimensión X tiene un argumento muy similar al de Alternativa 3. En el episodio del 14 de julio de 1950 titulado "El hombre en la Luna" un empleado de una supuesta "Oficina de personas desaparecidas" escucha una transmisión de radio de un hombre que afirma ser prisionero en la Luna. El empleado investiga y descubre que varios científicos e ingenieros han sido raptados, llevados a la Luna y obligados a trabajar por los nazis, quienes habían colonizado la Luna a fines de la década de los treinta y estaban preparando una invasión para tomar el control de la Tierra.
La película Iron Sky también cuenta la historia de bases lunares nazis.
La banda de doom metal Anathema tituló su álbum de 1998 Alternative 4.
La banda de rock psicodélico Monster Magnet incluye una canción sobre conspiraciones titulada "Tercer Alternativa" en su álbum Dopes to Infinity.
La novela Stark de Ben Elton presenta una conspiración de los ricos y poderosos para escapar de los desastres ambientales en la Tierra.
Costa Botes señala que Alternativa 3 fue una de las influencias que lo inspiró a producir el documental La verdadera historia del cine junto a Peter Jackson.

## Parodias
Varios elementos de esta película, así como su argumento general, fueron parodiados y referidos en la historia "Life is a glitch, then you die", correspondiente al Especial de Halloween X de la undécima temporada de la serie animada estadounidense Los Simpson. En dicha historia, la Tierra ha de ser evacuada tras colapsar en el año 2000 (por culpa del famoso Efecto 2000), y solo los más aptos, científicos, sabios y gente importante (Lisa incluida) va a ser trasladada a bases en Marte, de manera similar a la tercera alternativa presentada en esta película.